# Verbascum moravicum
Verbascum moravicum är en flenörtsväxtart som beskrevs av Karel Domin. Verbascum moravicum ingår i släktet kungsljus, och familjen flenörtsväxter. Inga underarter finns listade i Catalogue of Life.